# Наталія Келлі
Ната́лія Ке́ллі (нім. Natália Kelly; нар. 18 грудня 1994 року, Коннектикут, США) — австрійська співачка американо-бразильського походження. Представляла Австрію на Євробаченні 2013 у Мальме з піснею «Shine».